# Elmar Samsinger
Elmar Samsinger (* 21. Dezember 1954 in Innsbruck) ist ein österreichischer Ausstellungsmacher, Sachbuchautor und -herausgeber.

## Leben
Samsinger studierte in Innsbruck und Linz Rechtswissenschaften. Er beschäftigt sich seit Jahren mit dem Balkan, dem Orient und Österreich-Ungarn unter kulturgeschichtlichen und touristischen Aspekten und besitzt eine einschlägige Sammlung. Im Jahr 2002 war er wissenschaftlicher Berater der ARTE-Dokumentation „Das Reich des Sultans“ über Aufstieg und Fall der Osmanen. 2006 kuratierte er im Touriseum in Meran und in der Biblioteca Statale di Trieste die Sonderausstellung „Orient all inclusive. Eine Reise ins Morgenland auf den Spuren der k.u.k. Monarchie“. Zur „Langen Nacht der Museen“ gestaltete Samsinger 2011 im Asylgerichtshof Wien die „Ausstellung Weltenbilder - Bilderwelten. Die Wahrnehmung der Fremde um 1900“; zur „Langen Nacht der Museen 2012“ ebendort gemeinsam mit Ilvy Rodler das Fotoprojekt „Integration“. Im Bundesverwaltungsgericht in Wien kuratierte Samsinger 2014 die Ausstellung „Mit Bildern in den Abgrund. Der Erste Weltkrieg in Schlaglichtern“ und 2018 im Österreichischen Kulturforum Istanbul und im Yunus Emre Institut Wien die Ausstellung „Der Sultan war ein sehr lieber Herr.“ Kaiser Karl und Kaiserin Zita in Konstantinopel 1918. 

## Publikationen (Auswahl)
- Föderalismus. Eine zeitgemäße Antwort auf die Herausforderungen an Staat und Gesellschaft von heute. Verlag für Geschichte und Politik, Wien 1984
- Föderalismus und Bundesstaat: 24 Grundsätze. Gemeinsam mit Peter Pernthaler. Institut für Föderalismusforschung. Innsbruck 1984
- Morgenland und Doppeladler. Eine Orientreise um 1900. Mandelbaum-Verlag, Wien 2006
- Orient all inclusive. Eine Reise ins Morgenland auf den Spuren der k.u.k. Monarchie. - Orient all inclusive. Un viaggio nel terre di Levante sulle orme del´Impero austroungarico. Ausstellungsbegleitband, deutsch/italienisch, Folio-Verlag, Wien / Bozen 2006
- Österreich in Istanbul. K. (u.) K. Präsenz im Osmanischen Reich. With Abstracts in English - Türçe özetler ile, Hg. gem. mit Rudolf Agstner (Festschrift des österreichischen Außenministeriums anlässlich des Kulturhauptstadtjahres Istanbul 2010), Lit-Verlag Wien 2010
- Österreich in Istanbul. K. (u.) K. Präsenz im Osmanischen Reich II. With Abstracts in English - Türçe özetler ile, Hg. Lit-Verlag, Wien 2016
- Österreich in Istanbul. K. (u.) K. Präsenz im Osmanischen Reich III. With Abstracts in English - Türçe özetler ile, Hg. Lit-Verlag, Wien 2018
- Eine Automobil-Reise durch Bosnien die Herzegovina und Dalmatien von Filius. Hg., Reprint, Löcker-Verlag, Wien 2011
- Mit Bildern in den Abgrund. Der Erste Weltkrieg in Schlaglichtern. Ausstellungsbegleitheft, Eigenverlag, Wien 2014
- Fast wie Geschichten aus 1001 Nacht. Die jüdische Textilkaufleute Mayer zwischen Europa und dem Orient. Gem. mit Adelheid Mayer, Mandelbaum-Verlag, Wien 2015. Auf Hebräisch hg. von Michael Livni, Kibbutz Lotan 2021
- Mayer Mağazaları. İstanbul'un Gözde Hazır Giyim Mekânları 1882–1971. Gem. mit Adelheid Mayer. Kitap Yayınevi, Istanbul 2018
- „Der Sultan war ein sehr lieber Herr.“ Kaiser Karl und Kaiserin Zita in Konstantinopel 1918. - „Sultan çok hoş bir beyefendi idi.“ 1918 İmparator Karl ve İmparatoriçe Zita İstanbul´da. Ausstellungsbegleitheft, deutsch/türkisch, Österreichisches Kulturforum Istanbul 2018 und Yunus Emre Institut Wien 2018
- Unsere Kriegsflotte 1556-1908/1918. Hg. gem. mit Christian M. Ortner, Reprint der Festschrift von k.u.k. Vizeadmiral Koudelka 1908. Kral-Verlag, Berndorf 2019
- Durch Ungarn im Automobil. Hg., Reprint der Reiseschilderungen von Filius 1912. Kral-Verlag, Berndorf 2019
- Alois Musil und die Österreichische Monatsschrift für den Orient. In Collinet, Hiepel, Veselá, Weigl (Hrsg.): Alois Musil. Interdisziplinäre Perspektiven auf eine vielschichtige Persönlichkeit. Zaphon-Verlag, Münster 2020
- Österreichische Studenten fordern Freiheit. In Hopf (Hrsg.): Jahrbuch der Meinungsfreiheit, 1. Jg. Lit-Verlag, Münster 2021
- Innsbruck, Hall und Schwaz. K.u.k. Sehnsuchtsorte in Tirol. Kral-Verlag, Berndorf 2021
- Die Berndorfer Stilklassen. Gem. mit Christian Handl. Kral-Verlag, Berndorf 2022
- Von Türken und Wienern. Türkler ve Vıyanalilar. Deutsch/Türkisch. New Acadenic Press, Wien 2022

| Personendaten    | Personendaten                                                       |
| ---------------- | ------------------------------------------------------------------- |
| NAME             | Samsinger, Elmar                                                    |
| KURZBESCHREIBUNG | österreichischer Ausstellungsmacher, Sachbuchautor und -herausgeber |
| GEBURTSDATUM     | 21. Dezember 1954                                                   |
| GEBURTSORT       | Innsbruck                                                           |